# Mbomou (rivier)
De Mbomou of Bomu (ook gespeld als M'bomou in het Frans) is een rivier in Afrika die ten dele de grens vormt tussen de Centraal-Afrikaanse Republiek (CAR) en de Democratische Republiek Congo (DRC).
De Mbomou vloeit samen met de Uele om de Ubangi te vormen. De Ubangi, die weer uitvloeit in de Congo, vormt eveneens een deel van de grens tussen CAR en DRC.
- Virtual International Authority File: 52144647635367300877